# Mizque (provincie)
Mizque is een provincie in het departement Cochabamba in Bolivia. De provincie heeft een oppervlakte van 2730 km² en heeft 35.586 inwoners (2012). De hoofdstad is Mizque.
Mizque is verdeeld in drie gemeenten:
- Alalay
- Mizque
- Vila Vila

Arani · 
Arque · 
Ayopaya · 
Bolívar · 
Capinota · 
Carrasco · 
Cercado · 
Chapare · 
Esteban Arce · 
Germán Jordán · 
Mizque · 
Narciso Campero · 
Punata · 
Quillacollo · 
Tapacarí · 
Tiraque